# Weißes Trikot (UCI ProTour)
Das Weiße Trikot der UCI ProTour ist ein weißes Wertungstrikot und wird an den Führenden in der UCI ProTour-Wertung vergeben. Im Gegensatz zur UCI ProTour, die 2005 ins Leben gerufen wurde, wird das Trikot bereits seit 1989 vergeben, da es vom Vorgängerwettkampf, dem Rad-Weltcup, übernommen wurde. Dort war es allerdings mit regenbogenähnlichen Streifen verziert. Jedoch ist es nicht mit dem Weltmeistertrikot zu verwechseln, dass auch Regenbogentrikot genannt wird.

## Gewinner des Weißen Trikots (UCI ProTour)
- 2008  Alejandro Valverde
- 2007  Cadel Evans
- 2006  Alejandro Valverde
- 2005  Danilo Di Luca

## Gewinner des Weißen Trikots (Rad-Weltcup)
| - 2004 Paolo Bettini - 2003 Paolo Bettini - 2002 Paolo Bettini - 2001 Erik Dekker - 2000 Erik Zabel - 1999 Andreï Tchmil | - 1998 Michele Bartoli - 1997 Michele Bartoli - 1996 Johan Museeuw - 1995 Johan Museeuw - 1994 Gianluca Bortolami - 1993 Maurizio Fondriest | - 1992 Olaf Ludwig - 1991 Maurizio Fondriest - 1990 Gianni Bugno - 1989 Sean Kelly |